# Amegilla nigropilosa
Amegilla nigropilosa es una especie de abeja excavadora perteneciente al género Amegilla, categorizada en la tribu Anthophorini, de la subfamilia Apinae.
Fue descrita científicamente por el entomólogo alemán Heinrich Friedrich August Karl Ludwig Friese en 1896. Aparece registrada y publicada en una sección de Species Aliquot Novae vel Minus Cognitae Generis Podalirius Latr. (Anthophora aut.). Természetrajzi Füzetek, Vol. 19, No. 3-4 de 1896.

## Distribución
La especie se distribuye por África, en Argelia.